# آرشی گمیل
آرچی گِمیل (انگلیسی: Archie Gemmill؛ زادهٔ ۲۴ مارس ۱۹۴۷) بازیکن فوتبال بازنشستهٔ اهل اسکاتلند است.
از باشگاه‌هایی که در آن بازی کرده می‌توان به دربی کانتی و ناتینگهام فارست اشاره کرد. او با ناتینگهام‌فارست قهرمان جام باشگاه‌های اروپا ۱۹۷۹ شد.
گمیل همچنین در تیم ملی فوتبال اسکاتلند بازی کرده و گل او به هلند در جام جهانی فوتبال ۱۹۷۸ از زیباترین گل‌های ادوار جام جهانی به‌شمار می‌رود.